# Nigel Williams-Goss
Nigel Williams-Goss (ur. 16 września 1994 w Happy Valley) – amerykański koszykarz, występujący na pozycjach rozgrywającego lub rzucającego.
W 2012 zajął piąte miejsce w turnieju Nike Global Challenge, został też zaliczony do I składu imprezy. Zdobył srebrny medal podczas Adidas Nations, a rok wcześniej (2011) czwarte miejsce.
W 2013 wystąpił w meczach gwiazd amerykańskich szkół średnich – McDonald’s All-American i Jordan Classic. Został też zaliczony do I składu Parade All-American i II składu USA Today All-USA.
15 grudnia 2020 został zwolniony przez Utah Jazz.

## Osiągnięcia
Stan na 16 grudnia 2020, na podstawie, o ile nie zaznaczono inaczej.
NCAA
- Wicemistrz NCAA (2017)
- Mistrz:
  - turnieju konferencji West Coast (WCC – 2017)
  - sezonu regularnego WCC (2017)
- Zawodnik roku WCC (2017)[6]
- MVP turnieju:
  - WCC (2017)
  - Advocare Invitational (2017)
  - The Wooden Legacy (2015)
- Najlepszy nowo-przybyły zawodnik WCC (2017)
- Zaliczony do:
  - I składu:
    - All-American (2017 przez USBWA)
    - Academic All-American (2017)
    - WCC (2017)
    - najlepszych pierwszorocznych zawodników Pac-12 (2014)
    - turnieju:
      - WCC (2017)
      - NCAA Final Four (2017 przez Associated Press)[7]
      - Advocare Invitational (2017)
      - The Wooden Legacy (2015)

  - II składu:
    - All-American (2017)
    - Pac-12 (2015)

  - III składu Academic All-American (2015)

NBA
- Zwycięzca letniej ligi NBA (2017)

Drużynowe
- Zdobywca pucharu Serbii (2018)
- 3. miejsce podczas mistrzostw Serbii (2018)

Indywidualne
- MVP:
  - pucharu Serbii (2018)
  - kolejki Eurocup (3 – 2017/2018)

Reprezentacja
- Mistrz świata U–19 (2013)